# Lemophagus japonicus
Lemophagus japonicus är en stekelart som först beskrevs av Jinhaku Sonan 1930.  Lemophagus japonicus ingår i släktet Lemophagus och familjen brokparasitsteklar. Inga underarter finns listade i Catalogue of Life.